# Country-Musik 2000
Die Liste bietet eine Übersicht über das Jahr 2000 im Genre Country-Musik.

## Top Hits des Jahres

### Year-End-Charts
Dies ist die Top 10 der Year-End-Charts, die vom Billboard-Magazin erhoben wurde:
1. "My Next Thirty Years" – Tim McGraw
2. "Without You" – Dixie Chicks
3. "Born To Fly" – Sara Evans
4. "Best Of Intentions" – Travis Tritt
5. "I Hope You Dance" – Lee Ann Womack
6. "The Way You Love Me" – Faith Hill
7. "That's The Way" – Jo Dee Messina
8. "How Do You Like Me Now?!" – Toby Keith
9. "Yes!" – Chad Brock
10. "What About Now" – Lonestar

### Nummer-1-Hits
Die folgende Liste umfasst die Nummer-eins-Hits der Billboard Hot Country Songs chronologisch nach Wochenplatzierung:
- 1. Januar – "Breathe" – Faith Hill
- 26. Februar – "My Best Friend" – Tim McGraw
- 4. März – "How Do You Like Me Now?!" – Toby Keith
- 10. Juni – "The Way You Love Me" – Faith Hill
- 15. Juli – "I Hope You Dance" – Lee Ann Womack
- 9. September – "That's The Way" – Jo Dee Messina
- 14. Oktober – "Best Of Intentions" – Travis Tritt
- 11. November – "My Next Thirty Years" – Tim McGraw
- 16. Dezember – "Without You" – Dixie Chicks

## Alben

### Year-End-Charts
Dies ist die Top 10 der Year-End-Charts, die vom Billboard-Magazin erhoben wurde:
1. Fly – Dixie Chicks
2. Breathe – Faith Hill
3. A Place in the Sun – Tim McGraw
4. Come On Over – Shania Twain
5. I Hope You Dance – Lee Ann Womack
6. Lonely Grill – Lonestar
7. Smoke Rings in the Dark – Gary Allan
8. Unleashed – Toby Keith
9. How Do You Like Me Now?! – Toby Keith
10. Born to Fly – Sara Evans

### Nummer-1-Alben
Die folgende Liste umfasst die Nummer-eins-Alben der Billboard Top Country Albums chronologisch nach Wochenplatzierung:
- 1. Januar – Fly – Dixie Chicks
- 5. Februar – Breathe – Faith Hill
- 1. April – A Place in the Sun – Tim McGraw
- 6. Mai – I Hope You Dance – Lee Ann Womack
- 10. Juni – Lonely Grill – Lonestar
- 15. Juli – How Do You Like Me Now?! – Toby Keith
- 9. September – Born to Fly – Sara Evans
- 14. Oktober – Unleashed – Toby Keith
- 11. November – Set This Circus Down – Tim McGraw
- 16. Dezember – Scarecrow – Garth Brooks

## Gestorben

### Gestorben
- 7. März – Pee Wee King

## Neue Mitglieder der Hall of Fames

### Country Music Hall of Fame
- Charley Pride
- Faron Young
- Loretta Lynn

### International Bluegrass Music Hall of Fame
- Jimmy Martin
- Osborne Brothers

### Nashville Songwriters Hall of Fame
- Don Schlitz
- John D. Loudermilk
- Mickey Newbury

## Die wichtigsten Auszeichnungen

### Grammy Awards
- Beste weibliche Gesangsdarbietung – Country: "Breathe" – Faith Hill
- Beste männliche Gesangsdarbietung – Country: "Solitary Man" – Johnny Cash
- Beste Country-Darbietung eines Duos oder einer Gruppe mit Gesang: "Cherokee Maiden" – Asleep at the Wheel
- Bester Countrysong: "I Hope You Dance" – Lee Ann Womack
- Bestes Country-Album: Breathe – Faith Hill

### Country Music Association Awards
- Entertainer des Jahres: Dixie Chicks
- Song des Jahres: "I Hope You Dance" – Lee Ann Womack
- Single des Jahres: "I Hope You Dance" – Lee Ann Womack
- Album des Jahres: Fly – Dixie Chicks
- Männlicher Sänger des Jahres: Tim McGraw
- Weibliche Sängerin des Jahres: Faith Hill
- Vokalgruppe des Jahres: Dixie Chicks